# Mistrzostwa Polski w Łyżwiarstwie Szybkim w Wieloboju Sprinterskim 1986
5. Mistrzostwa Polski w wieloboju sprinterskim odbyły się w dniach 1-2 lutego 1986 roku na torze w Zakopanem.

## Kobiety
| Pozycja | Zawodniczka       | Klub              | 500 m | Pkt. | 1000 m | Pkt. | 500 m | Pkt. | 1000 m | Pkt. | Suma pkt. |
| ------- | ----------------- | ----------------- | ----- | ---- | ------ | ---- | ----- | ---- | ------ | ---- | --------- |
| 01 !    | Erwina Ryś-Ferens | Marymont Warszawa |       |      |        |      |       |      |        |      | 171,630   |
| 02 !    | Zofia Tokarczyk   | SZS AZS Zakopane  |       |      |        |      |       |      |        |      | 171,950   |
| 03 !    | Lidia Olcoń       | Podhale Nowy Targ |       |      |        |      |       |      |        |      | 174,945   |

## Mężczyźni
| Pozycja | Zawodnik         | Klub              | 500 m | Pkt. | 1000 m | Pkt. | 500 m | Pkt. | 1000 m | Pkt. | Suma pkt. |
| ------- | ---------------- | ----------------- | ----- | ---- | ------ | ---- | ----- | ---- | ------ | ---- | --------- |
| 01 !    | Jerzy Dominik    | SZS AZS Zakopane  |       |      |        |      |       |      |        |      | 156,890   |
| 02 !    | Ryszard Rzadki   | SZS AZS Zakopane  |       |      |        |      |       |      |        |      | 158,085   |
| 03 !    | Tomasz Jankowski | Marymont Warszawa |       |      |        |      |       |      |        |      | 159,015   |